# Apikoplast
Apikoplast – rodzaj plastydów występujących u większości apikompleksów, w tym u wywołującego malarię zarodźca sierpowatego. Organellum jest efektem wtórnej endosymbiozy, na co wskazują cztery otaczające je błony. Pomimo pochodzenia z komórek glonów apikoplasty nie mają zdolności przeprowadzania fotosyntezy.

## Budowa i funkcje
Większość apikompleksów zawiera pojedynczy, eliptyczny apikoplast położony zawsze w bliskim sąsiedztwie jądra komórkowego oraz ściśle powiązany z mitochondriami. Reliktowy plastyd ma około 0,15–1,5 μm średnicy i jest otoczony czterema błonami białkowo-lipidowymi. Dwie wewnętrzne błony tworzą właściwą otoczkę plastyda zawierającego między innymi cząsteczkę DNA o długości 35 kbp (1 kbp = 1000 par zasad), kodującego około 30 białek oraz zestaw cząsteczek RNA, bakteryjne rybosomy oraz, przynajmniej gatunki z rodzaju zarodziec, system błon o strukturze zbliżonej do istniejących w chloroplastach tylakoidów.
Apikoplasty straciły zdolność przeprowadzania fotosyntezy. Zachowują jednak typowe dla plastydów zdolności syntezy kwasów tłuszczowy, hemu i lipidów izoprenowych. Wytwarzane związki mogą być wydzielone z organellum i wykorzystane w metabolizmie pasożytniczych protistów.

## Pochodzenie
Chloroplasty pojawiły się w komórkach eukariotycznych w wyniku włączenia w skład komórki sinic. Endosymbioza zapewniła możliwość korzystania ze związków organicznych wytwarzanych w procesie fotosyntezy. Protisty należące do Apikompleksów nabyły chloroplasty nie w wyniku wbudowania sinic lecz komórek glonów. O takim pochodzeniu świadczy obecność dodatkowych błon otaczających apikoplasty. Zwykle stwierdza się, że organellum otaczają cztery błony białkowo-lipidowe. Niekiedy stwierdza się obecność tylko trzech błon. Jedne badania wskazują na pochodzenie apikoplastów od plastydów zielonych glonów, według innych pierwotnie były to plastydy krasnorostów. Wchłonięte plastydy w wyniku ewolucji straciły te funkcje, które były niepotrzebne komórkom. Genom plastydów uległ zmniejszeniu z ponad 150 kbp do 35 kbp. Utraciły także zdolność przeprowadzania fotosyntezy.